# Elizabeth Conyngham, Marchioness Conyngham

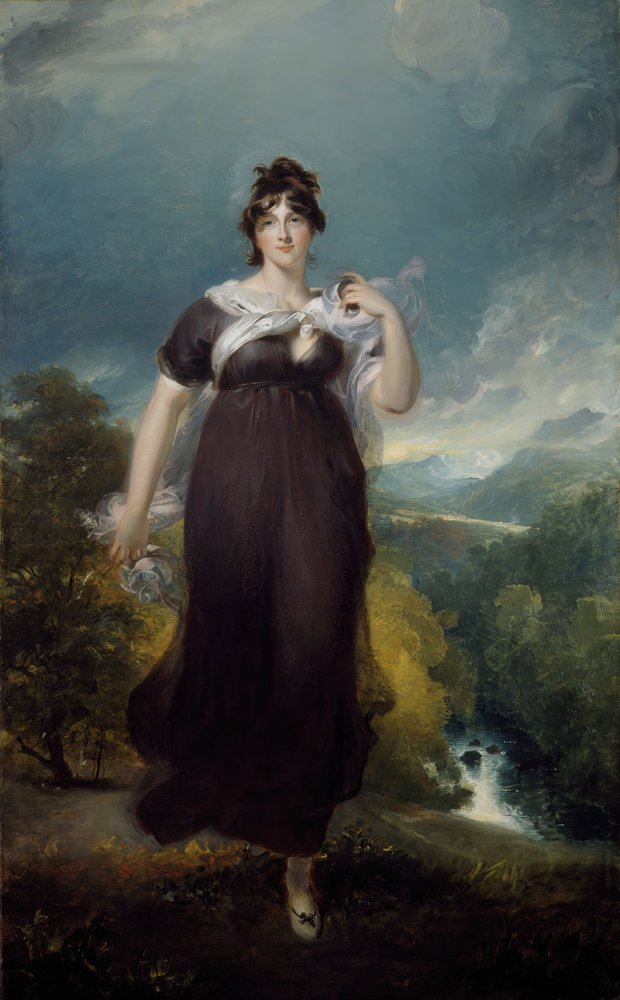
Porträt von Sir Thomas Lawrence: Elizabeth Conyngham, Countess Conyngham (1801)

Elizabeth Conyngham, Marchioness Conyngham (geborene Denison; * 16. Juli 1769 in London; † 11. Oktober 1861 in Bifrons, Kent) war die Mätresse des Prinzregenten und späteren Königs Georg IV. von Großbritannien.

## Leben
Elizabeth war die einzige Tochter des Londoner Bankiers Joseph Denison und seiner Frau Elizabeth Butler. Am 5. Juli 1794 heiratete sie in London den irischen General Henry Conyngham, 1. Viscount Conyngham (1766–1832), ab 1797 1. Earl Conyngham und ab 1816 1. Marquess Conyngham. Aus der Ehe gingen fünf Kinder hervor:
- Lady Maria Harriet Conyngham (1794–1843) ⚭ 1832 William Meredyth Somerville, 1. Baron Meredyth (1802–1873);
- Henry Francis Conyngham, Earl of Mount Charles (1795–1824), unverheiratet;
- Francis Nathaniel Conyngham, 2. Marquess Conyngham (1797–1876), General ⚭ 1824 Lady Jane Paget (1798–1876);
- Albert Denison Denison, 1. Baron Londesborough (1805–1860), ⚭ (1) 1833 Lady Henrietta Maria Weld-Forester († 1843), ⚭ (2) 1847 Lady Ursula Lucy Grace Bridgeman († 1883);
- Lady Elizabeth Henrietta Conyngham (1811–1839) ⚭ 1826 Charles Gordon, 10. Marquess of Huntly (1792–1863).

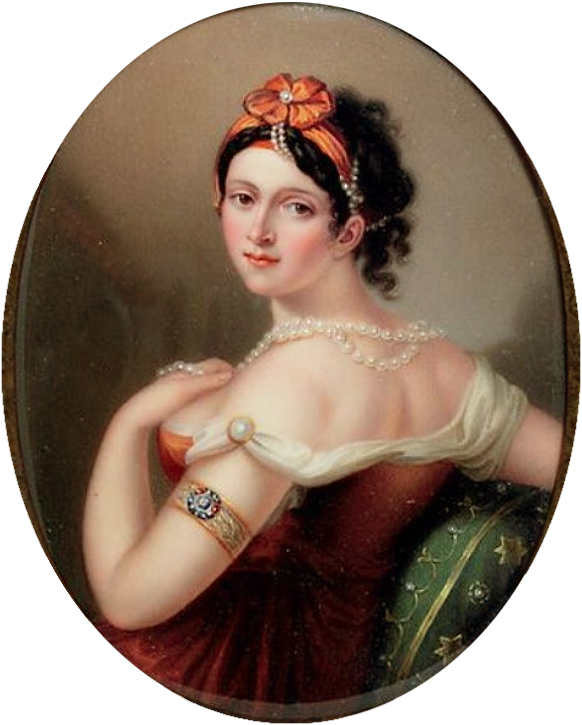
Elizabeth Conyngham, Marchioness Conyngham, um 1820

Elizabeth galt wegen ihrer bürgerlichen Herkunft und ihres vulgären Benehmens als ungeeignet für den Umgang mit der aristokratischen Gesellschaft. Jedoch zog sie mit ihrer Schönheit die Männer in ihren Bann, darunter war sogar der zukünftige Zar Nikolaus I. (1796–1855), als er 1816 auf Besuch in London war. Im Jahre 1817 wurde sie die Geliebte von Arthur Wellesley, 1. Duke of Wellington (1769–1852) und wurde an den britischen Hof eingeführt. Im Jahre 1819 machte der Prinzregent Georg und spätere König Georg IV. (1762–1830) Elizabeth zu seiner Mätresse, eine Stellung, die sie – mit Billigung ihres Mannes – elf Jahre lang innehaben sollte. Sie verdrängte seine damalige Favoritin Isabella Seymour-Conway (1759–1834) und ihre Familie profitierte auch von der Liaison, indem sie Ländereien und Titel erhielt. Die einzige Trennung war in dem Zeitraum, als der König versuchte, sich von seiner Gattin und Cousine Prinzessin Caroline von Braunschweig-Wolfenbüttel (1768–1821) scheiden zu lassen. Nachdem König Georg IV. am 26. Juni 1830 starb, musste Elizabeth von Windsor Castle ausziehen und wurde von dessen Nachfolger, König Wilhelm IV., aus dem Land verwiesen. Bis zu dessen Tod, 1837, lebte Elizabeth in Paris. Sie starb am 11. Oktober 1861 in Bifrons bei Canterbury im Alter von 92 Jahren. Sie hinterließ ihrer Familie ein Vermögen von £ 200.000 und Juwelen, Geschenke von König Georg IV.

## Name in verschiedenen Lebensphasen
- 1769–1794: Miss Elizabeth Denison
- 1794–1797: The Rt Hon. Elizabeth Conyngham, Viscountess Conyngham
- 1797–1816: The Rt Hon. Elizabeth Conyngham, Countess Conyngham
- 1816–1832: The Most Hon. Elizabeth Conyngham, Marchioness Conyngham
- 1832–1861: The Most Hon. Elizabeth Conyngham, Dowager Marchioness Conyngham